# Après le trépas
Après le trépas (Sadie When She Died dans l'édition originale américaine) est un roman policier américain de Ed McBain, nom de plume de Salvatore Lombino, publié en 1972. C’est le vingt-sixième roman de la série policière du 87e District.

## Résumé
C'est le temps des fêtes. Peu enclins aux réjouissances, les détectives du 87e District se dirigent vers l'appartement de l'avocat Gerald Fletcher. De retour d'un voyage d'affaires, ce dernier vient de trouver sa femme assassinée. Bien qu'il fasse un froid de canard, la fenêtre de la cuisine est grande ouverte et des traces boueuses sont visibles depuis le plancher de la cuisine jusqu'à la chambre à coucher.
Le détective Steve Carella offre ses condoléances au mari, mais loin d'être attristé, l'avocat, qui connaît pourtant bien la loi, lui réplique qu'il est ravi que quelqu'un ait tué son épouse ! Carella ne peut manquer de remarquer l'attitude de défi de Gerald Fletcher et d'être interloqué par ses déclarations à l'emporte-pièce. 
Rapidement, toutefois, l'escouade du 87e district met la main au collet d'un suspect qui confesse son crime. À la recherche de drogues, le coupable s'est introduit dans l'appartement et, surpris par Mrs Fletcher, l'a agressée. Ainsi, l'affaire est close... en apparences. Carella reste dubitatif : tout se résout trop facilement, tout semble trop évident dans cette enquête. Et il n'a pas tort...

## Honneurs
Après le trépas occupe la 96e place au classement des cent meilleurs romans policiers de tous les temps établie par la Crime Writers' Association en 1990.

## Éditions
Édition originale en anglais
- (en) Ed McBain, Sadie when She Died, New York, Doubleday, 1972

Éditions françaises
- (fr) Ed McBain (auteur) et Janine Hérisson (traducteur), Après le trépas [« Sadie When She Died »], Paris, Gallimard, coll. « Série noire no 1599 », 1973, 244 p. (BNF 35146577)
- (fr) Ed McBain (auteur) et Janine Hérisson (traducteur) (trad. de l'anglais), Après le trépas [« Sadie When She Died »], Paris, Gallimard, coll. « Carré noir no 310 », 1979, 244 p. (ISBN 978-2-07-043310-0, BNF 34626499)
- (fr) Ed McBain (auteur) et Janine Hérisson (traducteur) (trad. de l'anglais), Après le trépas [« Sadie When She DIed »], Paris, Gallimard, coll. « Série noire no 1599 », 1997, 245 p. (ISBN 978-2-07-049464-4, BNF 36178701)
  - Traduction révisée et augmentée.
- (fr) Ed McBain (auteur) et Janine Hérisson (traducteur) (trad. de l'anglais), Après le trépas [« Sadie When She Died »], Dans 87e District, volume 4, Paris, Éditions Omnibus, 2000, 1040 p. (ISBN 978-2-258-05357-1, BNF 37184893)
  - Ce volume omnibus contient les romans La Rousse, Mort d'un tatoué, En pièces détachées, Tout le monde sont là !, Après le trépas, Le Sourdingue et Branle-bas au 87.

## Sources
- Jean Tulard, Dictionnaire du roman policier : 1841-2005. Auteurs, personnages, œuvres, thèmes, collections, éditeurs, Paris, Fayard, 2005, 768 p. (ISBN 978-2-915793-51-2, OCLC 62533410, BNF 41349021), p. 599 (Notice 87e District).